# Kamenné Mosty
Vesnice Kamenné Mosty (německy Steinbruch) je část obce Žleby v okrese Kutná Hora (Středočeský kraj) asi tři kilometry jižně od Žleb. Vesnicí protéká říčka Hostačovka (přítok Doubravy) a její přítoky Zehubský potok a Doubravka.

## Historie
První písemná zmínka o vesnici pochází z roku 1702.
Vesnice byla pojmenována po starobylém kamenném mostu přes říčku. Most má tři oblouky a je dvakrát zakřivený. Je postavený z lomového zdiva včetně parapetů. Pochází patrně ze 14. století a jeho stavitel není znám. Podle jedné verze se na stavbě podílel benediktinský klášter ve Vilémově, jelikož most leží na cestě od Žlebů ke klášteru. V roce 1991 bylo zdivo mostu sanováno betonovým nástřikem.